# Johan Goud
Johannes (Johan) Frederik Goud (Dordrecht, 4 januari 1950) is een Nederlandse godsdienstfilosoof, emeritus remonstrants predikant, emeritus hoogleraar en auteur.

## Loopbaan
Goud studeerde theologie en filosofie aan de Vrije Universiteit van Amsterdam en aan de Universiteit van Tübingen (Duitsland) en promoveerde in 1984 bij Hendrik Johan Adriaanse aan de Universiteit van Leiden. De titel van zijn proefschrift was 'Levinas en Barth. Een godsdienstwijsgerige en ethische vergelijking'. Van 1999 tot 2009 was hij bijzonder hoogleraar in vrijzinnige godsdienstfilosofie en van 2009 tot 2015 gewoon hoogleraar in theologische esthetica (‘religie en zingeving in literatuur en kunst’), beide aan de Universiteit Utrecht. Verder was Goud universitair gastdocent aan de Universiteit Leiden en Groningen en de Protestantse Theologische Universiteit (PThU) te Kampen. Gedurende zijn gehele loopbaan was hij tevens predikant in de remonstrantse gemeenten van Eindhoven (1984-1990) en Den Haag (1990-2015). Zijn partner is de filosofe en beeldhouwster Gaila Pander.

## Onderzoek
Binnen zijn academische onderzoek richt Goud zich op een drietal hoofdthema's: het joodse denken (met bijzondere aandacht voor Emmanuel Levinas), vrijzinnige godsdienstfilosofie (met thema’s zoals het religieuze eclecticisme en de verhouding van mens en dier), en de zingeving in literatuur en kunst. Hierover redigeerde hij zes boeken (De schrijver als nomade (2015) en Door woorden gekust: Talen van de liefde (2016); tevens vier boeken gewijd aan de auteurs Arnon Grunberg (2010), Rutger Kopland (2012), Willem Jan Otten (2013), Oek de Jong (2014)). In maart 2007 was hij aan de theologische faculteit van Utrecht erepromotor van Willem Jan Otten.

## Remonstrants theoloog
Een belangrijk onderdeel van zijn werk was de oprichting en coördinatie van het Uytenbogaert-centrum voor religie en cultuur in Den Haag van 1995 tot 2015. Hier organiseerde Goud 'literaire kanselredes’ en filosofische, politieke en ethische discussies. Na zijn emeritaat bleef hij tot 2022 ‘godsdienstfilosoof met bijzondere opdracht’ in Den Haag. In de Remonstrantse Broederschap was hij ook landelijk actief, o.a. als president-curator van het Seminarium en als voorzitter van de Theologische Commissie. In die laatste hoedanigheid was hij – als eerste opsteller - nauw betrokken bij de geloofsbelijdenis 2006 (zie de mede door hem geredigeerde bundels Wij geloven – wat geloven wij?, 2004 en Een weg van vrijheid, 2006). Een samenvatting van zijn theologische visie verscheen in 2023: Een brief die niet meer dicht kan. Gesprek met mijn ongelovige alter ego.

## Keuze uit zijn publicaties
- Levinas en Barth. Een godsdienstwijsgerige en ethische vergelijking, 1984 (Duitse vertaling in 1992)
- God als raadsel. Peilingen in het spoor van Levinas, 1992
- Als de dood voor het leven. Over professionele hulp bij zelfmoord, met Hans Achterhuis e.a., 1995
- Een kamer in de wereld. Religieus eclecticisme en de theologie, oratie 2000
- Schrijven in het zand. Predikantschap in de 21ste eeuw, diesrede Kampen 2000
- 'What one asks of oneself, one asks of a saint. A Dialogue with Emmanuel Levinas' in: Levinas Studies: An Annual Review, vol.3 (2008)
- 'Ons verhaal is uit: over religie en literatuur, Dostojewski en Grunberg' (oratie) in: Het leven volgens Arnon Grunberg. De wereld als poppenkast, 2010
- Onbevangen. De wijsheid van de liefde, 2015
- Een brief die niet meer dicht kan. Gesprek met mijn ongelovige alter ego, 2023

## Bron
- Marjoleine de Vos, ‘Je mag niet berusten in het excessieve kwaad’ (interview) in NRC-Handelsblad 16-05-2015
- Martijn Junte, De moeite waard om door te geven, diss. Leiden, 2017 (in het bijzonder over zijn remonstrantse activiteiten)

- Bibsys: 90749448
- Bibliothèque nationale de France: cb12715139c (data)
- CiNii: DA0715637X
- Digitale Bibliotheek voor de Nederlandse Letteren: goud051
- Gemeinsame Normdatei: 143873784
- International Standard Name Identifier: 0000 0000 8104 6174
- Library of Congress Control Number: n85100816
- Nationale Bibliotheek van Israël: 987007272600305171
- Nederlandse Thesaurus van Auteursnamen: 070485798
- Système universitaire de documentation: 16540082X
- Virtual International Authority File: 25257030